# Мюлузький трамвай
47°44′57″ пн. ш. 7°20′24″ сх. д. / 47.749166666667° пн. ш. 7.34° сх. д.
Мюлузький трамвай (фр. Tramway de Mulhouse) — трамвайна мережа у французькому місті Мюлуз в Ельзасі, Франція.
Початок експлуатації — 2006 рік, на початок 2020-х має склад з трьох суто трамвайних ліній, а також однієї гібридної лінії трамвай-поїзд.

## Лінії
Три трамвайні лінії перетинаються на зупинці Porte Jeune у центрі Мюлуза і є:
- Лінія  з Мюлуз-Вілль до Шатеньє (фр. Châtaignier)
- Лінія  з Нового басейну (фр. Nouveau Bassin) до Куту (фр. Coteaux)
- Лінія  з Мюлуз-Вілль до Люттербака

Лінії 1 і 2 були введені в експлуатацію в 2006 році, тоді як лінія 3 експлуатує спільно з трамвай-потяг коротку ланку, відкрита у грудні 2010 року.
Розширення заплановано для лінії 1, від Шатенье до Боске-дю-Руа (фр. Bosquets du Roy), і для лінії 2, від Нового басейну до Жонкі (фр. Jonquilles).
Мережа електрифікована напругою 750 В DC через повітряну контактну мережу.
Послуги надає парк з 27 трамваїв Alstom Citadis 302 довжиною 32 м.
Мережа є під орудою Soléa, що також має під орудою міську автобусну мережу під брендом Mulhouse Alsace Agglomération (MAA).

## Трамвай-потяг
Лінія прямує від Мюлуз-Вілль до Танна, із планованим розширенням до Крюта.
Лінія прямує коліями лінії 1 від Мюлуз-Вілль до Porte Jeune і лінії 2 звідти до Дагер (фр. Daguerre).
Далі прокладена нова дільниця завдовжки 4,2 км, побудована паралельно залізниці Париж-Мюлуз аж до Люттербаха.
Ця лінія, має дільниці як одноколійні так двоколійні, електрифікована 750 V DC, використовується як лінією трамвай-потяг, так і суто трамвайною лінією 3.

Трамвай-потяг використовує 12 потягів Siemens Avanto довжиною 36,68 м.